# Carlo Giuseppe Toeschi
Carlo Giuseppe Toeschi, spesso Karl Joseph Toeschi (1731 – Monaco di Baviera, 12 aprile 1788), è stato un violinista, compositore e direttore musicale tedesco, battezzato l'11 novembre 1731 a Ludwigsburg; fu esponente della scuola musicale di Mannheim..
Era uno scolaro di Johann Stamitz, che viene considerato il fondatore della scuola di Mannheim. I suoi generi musicali sono soprattutto sinfonie, musica da camera, musica da balletto e anche opera.
Figlio del compositore e violinista italiano Alessandro Toeschi (1700-1758) che a Mannheim assieme a Johann Stamitz dirige come maestro musicale l'orchestra di corte di Mannheim sotto la reggenza di Carlo Teodoro di Wittelsbach principe elettore del Palatinato. Carlo Teodoro farà di Mannheim, capitale, del suo ducato uno dei centri musicali più importanti d`Europa. Quando Carlo Teodoro diventerà principe elettore di Baviera, traslocherà a Monaco di Baviera portando con sé tutti i più rinomati artisti di Mannheim. La sorella Barbara Sidonia Margaretha Toeschi sposò Innocenzo (Innocenz) Danzi e fu la madre di Franz Danzi (violoncellista e compositore), Francesca Lebrun (nata Franziska Dorothea Danzi; compositrice e cantante) e Johann Baptist Danzi (violinista).  
Opere:
- circa 66 sinfonie
- circa 30 concerti
- circa 80 musiche da camera
- circa 25 balletti